# Big Sean
Sean Michael Leonard Anderson (* 25. března 1988 Santa Monica, Kalifornie, USA) spíše známý jako Big Sean je americký rapper. Od roku 2007 je upsán společnosti GOOD Music. Proslul písněmi „Dance (A$$)“ (ft. Nicki Minaj), „I Don't Fuck with You“ (ft. E-40), „Bounce Back“ nebo „Blessings“ (ft. Drake a Kanye West).

## Biografie

### Dětství
Narodil se v Santa Monice v Kalifornii, ale brzy se jeho rodina přestěhovala do Detroitu v Michiganu, kde byl vychován svou matkou. V Detroitu navštěvoval Waldorfskou školu a následně vystudoval Cass Technical High School.

### Počátky kariéry (2004-2010)
Během studia na střední škole také dostal prostor v rap battle soutěži na detroitské rádiové stanici WPZR. V roce 2005 rapper Kanye West vedl na zmíněném rádiu rozhovor, když se to Big Sean dozvěděl okamžitě požádal Westa, aby mu mohl předvést svůj freestyle. West nakonec souhlasil. Sean mu poté dal své demo a o dva roky později byl upsán k Westovu vydavatelství GOOD Music.
Roku 2007 vydal svou první oficiální mixtape s názvem Finally Famous: The Mixtape. Píseň "Get'cha Some" mu zajistila pozornost médií. Další mixtape následovala roku 2009, ta nesla název UKNOWBIGSEAN. V roce 2010 poté vydal další mixtape s názvem Finally Famous Vol. 3: BIG.

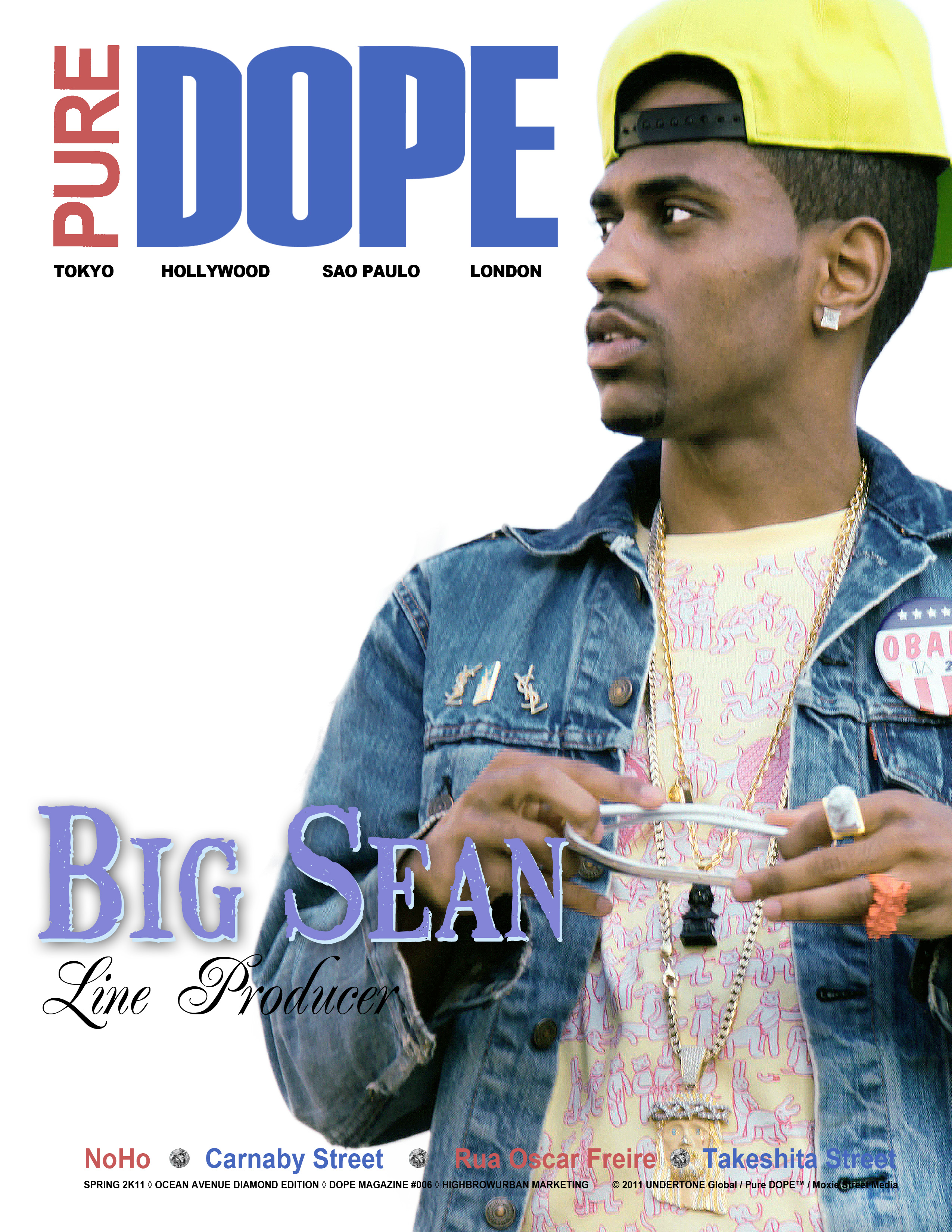
Big Sean na obálce magazínu Pure Dope (2011).

### Finally Famous (2011-2012)
V roce 2011 oznámil, že na jeho debutovém albu pracují producenti Kanye West a No I.D. Prvním singlem byla zvolena píseň "My Last" (ft. Chris Brown), umístila se na 30. příčce žebříčku Billboard Hot 100. Album Finally Famous bylo vydáno v červnu 2011. V první týden se prodalo 87 000 kusů, čím debutovalo na 3. příčce žebříčku Billboard 200. Celkem se alba v USA prodalo 378 000 kusů. Dopomohly k tomu i další singly „Marvin & Chardonnay“ (ft. Kanye West a Roscoe Dash) (32. příčka) a především „Dance (A$$)“ (ft. Nicki Minaj) (10. příčka).
V září 2012 byla vydána společná kompilace vydavatelství GOOD Music s názvem Cruel Summer. Big Sean byl spoluautorem obou velmi úspěšných singlů „Mercy“ (s Kanye West a Pusha T (ft. 2 Chainz)) (13. příčka) a „Clique“ (s Kanye West (ft. Jay-Z)). Obou singlů se v USA celkem prodalo přes tři miliony kusů. Album už tak úspěšné nebylo, když se ho celkem prodalo 389 000 kusů. V září 2012 Big Sean vydal svou další mixtape s názvem Detroit. Také hostoval na úspěšných singlech „My Homies Still“ (od Lil Wayne) a „As Long as You Love Me“ (od Justin Bieber).

### Hall of Fame (2013-2014)
Své druhé album s názvem Hall of Fame vydal v srpnu 2013. Produkce alba se chopili No I.D. a Key Wane. V první týden se prodalo 72 000 kusů. Celkem se v USA prodalo 104 000 kusů. Důvodem poklesu byla i absence úspěšných singlů. Jedinými, které zabodovaly byly „Beware“ (ft. Lil Wayne a Jhené Aiko) (38. příčka) a „Guap“ (71. příčka).
V roce 2013 také hostoval na úspěšném singlu „All Me“ (od Drakea). Roku 2014 se objevil na úspěšném promo singlu zpěvačky Ariany Grande s názvem „Best Mistake“.
V září 2014 podepsal management smlouvu s Roc Nation. K oslavě vydal zdarma ke stažení bezejmenné EP se čtyřmi novými písněmi: „I Don't Fuck With You“, „Paradise“, „4th Quarter“ a „Jit/Juke“. Píseň „I Don't Fuck With You“ (ft. E-40) byla zvolena jako singl a umístila se na 11. příčce US žebříčku. Píseň získala 3× platinovou certifikaci za tři miliony prodaných kusů.

### Dark Sky Paradise (2015-2016)
Dne 25. ledna 2015 zveřejnil přes Twitter obal svého třetího alba s názvem Dark Sky Paradise. Následujícího dne oznámil i datum vydání, a to 24. února 2015. Prvním singlem byla zvolena píseň „Blessings“ (ft. Drake), umístila se na 28. příčce amerického žebříčku a získala platinovou certifikaci. V první týden prodeje se v USA prodalo 139 000 kusů, což je nejvíce v jeho kariéře a je to více než celkový prodej jeho předchozího alba. Současně album zaznamenalo 17 milionů streamů na placené hudební službě Spotify. Na albu byla znovuvydána i jeho úspěšná píseň z roku 2014 „I Don't Fuck With You“ (ft. E-40). Po zveřejnění alba se do hlavního amerického žebříčku dostaly i písně „All Your Fault“ (ft. Kanye West) (80. příčka), „One Man Can Change the World“ (ft. Kanye West a John Legend) (82.), „Paradise“ (99.) a „Play No Games“ (ft. Chris Brown a Ty Dolla Sign) (84.). Do konce roku 2015 se v USA celkem prodalo 350 000 kusů alba. V únoru 2016 bylo album certifikováno společností RIAA jako platinová deska i přesto, že klasický prodej nestačil ani na zlatou desku (500 000 ks). Důvodem byla změna pravidel RIAA, která začala přičítat i streamování audio a video obsahu alb.
Dne 1. dubna 2016 vydal společné EP se zpěvačkou Jhené Aiko pod názvem Twenty88. EP bylo o první čtyři dny dáno k exkluzivnímu streamingu na Tidal.

### I Decided a Detroit 2 (2017–…)
V prosinci 2016 přes sociální média oznámil, že dne 3. února 2017 vydá své další album s názvem I Decided. Na albu se objevil singl „Bounce Back“ (6. příčka, 3× platinový singl), který vydal již na konci října 2016. Spolu s oznámením zveřejnil také další singl s názvem „Moves“ (38. příčka, platinový singl). Album bylo vydáno v únoru 2017. V první týden prodeje v USA se ho prodalo 151 000 ks (po započítání streamů) a tím debutovalo na 1. příčce žebříčku Billboard 200. V říjnu 2017 získalo certifikaci platinová deska. Třetím singlem alba byla zvolena píseň „Jump Out the Window“ (76. příčka). V žebříčku Billboard Hot 100 se umístila ještě píseň „Halfway Off the Balcony“ (74. příčka).
V roce 2019 vydal téměř po dvou letech nový samostatný singl „Overtime“, který ovšem mnoho rozruchu nevyvolal. Následující „Single Again“ (64. příčka) a „Bezerk“ (ft. ASAP Ferg a Hit-Boy) (89. příčka) už si vedly o něco lépe a Big Sean proto začal promovat své páté studiové album. To ovšem dorazilo až v září 2020 a neslo název Detroit 2 (název odkazu k jeho mixtape Detroit z roku 2012). Předchozí singly na něj nebyly zařazeny a album tak představily dvě nové písně „Deep Reverence“ (ft. Nipsey Hussle) a „Harder Than My Demons“. Ani jedna však před vydáním alba v žebříčcích nebodovala. Album přesto debutovalo na 1. příčce žebříčku Billboard 200 se 103 000 prodanými kusy v první týden prodeje (po započítání streamů). Po vydání alba se singl „Deep Reverence“ (ft. Nipsey Hussle) umístil na 82. příčce žebříčku Billboard Hot 100. V něm se díky streamingu umístily i další čtyři písně, všechny v jeho druhé polovině. Nejlépe si vedla píseň „Wolves“ (ft. Post Malone) (65. příčka).
V říjnu 2021 vyšlo EP What You Expect, které nahrál spolu s producentem Hit-Boyem.

## Osobní život
Big Sean se stýkal se svou spolužačkou ze střední školy a pozdější přítelkyní Ashley Marie od roku 2004 do jejich rozchodu v roce 2013. Brzy poté se začal objevovat po boku herečky Naya Rivery, v říjnu 2013 oznámil jejich zasnoubení. Avšak v dubnu 2014 bylo zasnoubení zrušeno.
V roce 2008 řekl, že jeho oblíbenými módními značkami jsou 10 Deep, Billionaire Boys Club a Bape. Od doby svého úspěchu je tváří značky Ti$A a také má reklamní smlouvu s firmou Adidas, kde vydal i své vlastní tenisky.
V srpnu 2011 byl zatčen za údajné sexuální napadení při koncertu v Lewistonu, stát New York. V říjnu téhož roku byl shledán vinným jen za omezení svobody a byl nucen zaplatit pokutu 750 dolarů.

## Diskografie

### Studiová alba
| Rok  | Album                                                                       | Nejvyšší umístění v hitparádě | Nejvyšší umístění v hitparádě | Nejvyšší umístění v hitparádě | Nejvyšší umístění v hitparádě | Nejvyšší umístění v hitparádě | Certifikace      |
| Rok  | Album                                                                       | US 200                        | US Hip-Hop                    | US Rap                        | CAN                           | UK                            | Certifikace      |
| ---- | --------------------------------------------------------------------------- | ----------------------------- | ----------------------------- | ----------------------------- | ----------------------------- | ----------------------------- | ---------------- |
| 2011 | Finally Famous - Vydáno: 28. června 2011 - Vydavatel: GOOD Music, Def Jam   | 3                             | 2                             | 1                             | 20                            | —                             | US: platinová    |
| 2013 | Hall of Fame - Vydáno: 27. srpna 2013 - Vydavatel: GOOD Music, Def Jam      | 3                             | 1                             | 1                             | 10                            | 56                            | US: zlatá        |
| 2015 | Dark Sky Paradise - Vydáno: 24. února 2015 - Vydavatel: GOOD Music, Def Jam | 1                             | 1                             | 1                             | 5                             | 23                            | US: 2x platinová |
| 2017 | I Decided - Vydáno: 3. února 2017 - Vydavatel: GOOD Music, Def Jam          | 1                             | 1                             | 1                             | 1                             | 12                            | US: platinová    |
| 2020 | Detroit 2 - Vydáno: 4. září 2020 - Vydavatel: GOOD Music, Def Jam           | 1                             | 1                             | 1                             | 3                             | 24                            | US: zlatá        |

### EP a spolupráce
| Rok  | Album | Nejvyšší umístění v hitparádě | Nejvyšší umístění v hitparádě | Nejvyšší umístění v hitparádě | Nejvyšší umístění v hitparádě | Nejvyšší umístění v hitparádě | Certifikace |
| Rok  | Album | US 200                        | US Hip-Hop                    | US Rap                        | CAN                           | UK                            | Certifikace |
| ---- | --- | ----------------------------- | ----------------------------- | ----------------------------- | ----------------------------- | ----------------------------- | ----------- |
| 2016 | Twenty88 (s Jhené Aiko, jako duo Twenty88) - Vydáno: 1. dubna 2016 - Vydavatel: GOOD Music, ARTium, Def Jam             | 5                             | 1                             | 1                             | 28                            | 69                            | US: /       |
| 2017 | Double or Nothing (s Metro Boomin) - Vydáno: 8. prosince 2017 - Vydavatel: GOOD, Def Jam, Boominati Worldwide, Republic | 6                             | 2                             | 2                             | 15                            | 96                            | US: /       |

### Singly
- 2011 – „My Last“ (ft. Chris Brown)
- 2011 – „Marvin & Chardonnay“ (ft. Kanye West a Roscoe Dash)
- 2011 – „Dance (A$$)“ (ft. Nicki Minaj)
- 2012 – „Mercy“ (s Kanye West a Pusha T (ft. 2 Chainz))
- 2012 – „Clique“ (s Kanye West (ft. Jay-Z))
- 2012 – „Guap“
- 2013 – "Beware" (ft. Jhené Aiko a Lil Wayne)
- 2014 – „I Don't Fuck With You“ (ft. E-40)
- 2014 – „Paradise“
- 2015 – „Blessings“ (ft. Drake)
- 2015 – „One Man Can Change the World“ (ft. Kanye West a John Legend)
- 2015 – „Play No Games“ (ft. Chris Brown a Ty Dolla Sign)
- 2016 – „Bounce Back“
- 2016 – „Moves“
- 2017 – "Jump Out the Window"
- 2017 – „Pull Up N Wreck“ (s Metro Boomin (ft. 21 Savage))
- 2019 – „Single Again“
- 2019 – „Bezerk“ (ft. ASAP Ferg a Hit-Boy)
- 2020 – „Deep Reverence“ (ft. Nipsey Hussle)
- 2020 – „Wolves“ (ft. Post Malone)
- 2022 – „Hate Our Love“ (s Queen Naija)